# 평균
평균(平均)은 통계학에서 두 가지 서로 연관된 뜻이 있다.
- 일상에서 평균이라고 부르는 것으로 산술 평균이라고도 한다. 또한 표본 평균과 관련있다. 기하 평균이나 조화 평균과는 구별된다.
- 확률변수의 기댓값으로 모평균으로 다루어질수있다.

한편 역수의 산술평균의 역수를 조화 평균이라 한다.
평균은 통계학뿐만 아니라 기하학이나 해석학에서도 쓰인다. 이러한 맥락에서 통계학에서는 그 목적에 맞는 다양한 평균들이 고안되었다.
표본 평균은 모평균 같은 중심경향치(center tendency)에 대한 추정량으로 자주 쓰인다. 그러나 중심경향치(center tendency)의 다른 추정량이 쓰이기도 한다.
실수값을 갖는 확률 변수 X에 대해서, 평균은 X의 기댓값이 된다. 기댓값이 존재하지 않는다면 그 확률 변수에는 평균이 없다.
자료 집합에 대한 평균은 단순히 모든 관측값을 더해서 관측값 개수로 나눈 것이다. 일단 자료 집합의 공통성을 이렇게 설명하기로 하면, 관측값이 어떻게 다른지 설명하는 데는 보통 표준편차를 쓴다. 표준편차는 편차들(deviations)의 제곱합(SS)을 평균한 값의 제곱근이다.
평균은 편차 제곱의 합이 최소가 되는 유일한 값이다. 중심경향치(center tendency)을 평균이 아닌 다른 방식으로 측정하는 경우, 편차 제곱의 합을 구해 보면, 평균을 썼을 때 구한 값보다 크다. 이는 왜 통계 보고서에서 보통 평균과 표준편차를 인용하는지를 설명해 준다.
퍼진 정도에 대한 다른 측도로는 평균 편차가 있다. 이것은 (평균에 대한) 절대 편차를 평균한 것과 같다. 평균 편차는 바깥값에 덜 민감하지만, 자료 집합을 합칠 때 다루기 어렵다.
모든 확률 분포가 평균이나 분산으로만 정의되지는 않는다는 점을 주의할 수 있다. 예를 들면 코시 분포 같은 것이 있다.
데이타에대한 n개의 집합에서 평균을 구하는 다양한 방법을 살펴볼 수 있다. 여기서 사용한 기호는 수학기호표를 참고할 수 있다.

## 여러 가지 평균

### 산술 평균
산술 평균은 가장 널리 쓰이며, 일반적으로 "평균"이라고도 한다.
{\displaystyle {\bar {x}}={\frac {1}{n}}\cdot \sum _{i=1}^{n}{x_{i}}}
산술평균은 중앙값이나 최빈값과 종종 혼동되곤 한다. 이 평균은 값들이나 분포의 산술적인 평균을 의미하며 기울어진 분포에 대해서는 중앙값이나 최빈값과 보통 다르다. 예를 들어 평균 수입의 경우 적은 수의 사람이 매우 큰 수입을 갖고 따라서 평균 이하의 사람 수가 더 많다. 하지만 중앙값의 경우 정확히 반은 더 큰 수입을 갖고 나머지 반은 더 작은 수입을 갖는다. 최빈값의 경우에는 가장 많이 나타나는 값을 말하므로 수입이 적은 쪽에 가깝다(수입이 적은 사람이 많으므로). 중앙값과 최빈값은 종종 데이터에 대한 직관적인 척도가 된다.
지수 분포나 푸아송 분포 등의 많은 기울어진 분포는 평균을 통해 그 성질을 알 수 있다.

### 기하 평균
기하 평균은 합이 아닌 곱이 쓰이는 경우에 평균으로 이용된다.
{\displaystyle {\bar {x}}={\sqrt[{n}]{\prod _{i=1}^{n}{x_{i}}}}}
예를 들어 여섯 숫자 34, 27, 45, 55, 22, 34의 기하 평균은 (34×27×45×55×22×34)1/6 = 1,699,493,4001/6 ≈ 34.545가 된다.

### 조화 평균
조화 평균은 역수의 산술 평균의 역수로 정의되며, 속력처럼 상대적인 비를 갖는 단위의 평균을 계산하는 데 유용하다.
{\displaystyle {\bar {x}}={\frac {n}{\sum _{i=1}^{n}{\frac {1}{x_{i}}}}}}

#### 예제
한 실험이 얻은 데이터 34, 27, 45, 55, 22, 34의 조화평균을 얻으려면,
1. 데이터의 역수들의 합은 0.181719152307이다.
2. 1.의 역수를 구하면 5.50299727522이다.
3. 2.에 데이터의 수 6을 곱하면 조화평균 33.0179836513을 얻는다.

### 일반화된 평균

#### 멱평균
일반화된 평균은 이차, 산술, 기하, 조화 평균을 추상화한 것으로 멱평균이나 횔더 평균이라고도 한다. 다음과 같이 정의한다.
{\displaystyle {\bar {x}}(m)={\sqrt[{m}]{{\frac {1}{n}}\cdot \sum _{i=1}^{n}{x_{i}^{m}}}}}
m에 대한 적절한 값을 고르면 다음을 얻을 수 있다.
- 최댓값: {\displaystyle m\,\rightarrow \,\infty }
- 이차 평균: {\displaystyle m\,=\,2}
- 산술 평균: {\displaystyle m\,=\,1}
- 기하 평균: {\displaystyle m\,\rightarrow \,0}
- 조화 평균: {\displaystyle m\,=\,-1}
- 최솟값: {\displaystyle m\,\rightarrow \,-\infty }

#### f-평균
f-평균을 더 일반화한 것이 일반화된 f-평균이다.
{\displaystyle {\bar {x}}=f^{-1}\left({{\frac {1}{n}}\cdot \sum _{i=1}^{n}{f(x_{i})}}\right)}
가역함수 {\displaystyle f}를 적절히 선택하면 다음을 얻는다.
- {\displaystyle f(x)=x} - 산술 평균
- {\displaystyle f(x)={\frac {1}{x}}} - 조화 평균
- {\displaystyle f(x)=x^{m}} - 멱평균
- {\displaystyle f(x)=\ln x} - 기하 평균

### 가중 산술 평균
가중 산술 평균은 같은 모집단에서 표본을 서로 다른 개수로 뽑을 때 평균값을 구하려고 쓴다.
{\displaystyle {\bar {x}}={\frac {\sum _{i=1}^{n}{w_{i}\cdot x_{i}}}{\sum _{i=1}^{n}{w_{i}}}}}
가중치 {\displaystyle w_{i}}는 부분 표본에 대한 한계(bound)를 나타낸다. 다른 응용에서는 각 표본이 평균에 미치는 영향을 잰다.

### 절단평균
가끔 너무 큰 값이나 너무 작은 값이 들어있는 등 부정확한 값에 의해 자료가 오염될 수 있다. 이럴 때 절단평균을 사용한다. 이 평균은 데이터에서 가장 큰 값이나 작은 값 쪽을 "잘라내고" 산술평균을 낸 것을 의미한다. 일반적으로 잘라내는 양쪽 범위는 같게 한다. 잘라낸 값의 숫자는 전체 자료 수에 대한 백분율로 표시한다.

### 사분평균
사분평균은 절단평균의 한 예로, 아래 1/4, 위 1/4을 잘라내고 산술평균을 구한 것을 의미한다.
자료들이 정렬되어 있다고 할 때, 사분평균은
{\displaystyle {\bar {x}}={2 \over n}\sum _{i=(n/4)+1}^{3n/4}{x_{i}}}
이 된다.

### 함수의 평균
미적분학, 특히 다변수 미적분학에서 함수의 평균은 덜 엄밀하게, 정의역에서 함수값을 평균한 것으로 정의한다.
일변수에서 구간 (a,b)에서 정의된 함수 f(x)의 평균은
{\displaystyle {\bar {f}}={\frac {1}{b-a}}\int _{a}^{b}f(x)dx.}
로 정의한다(평균값 정리 참조). 다변수의 경우 유클리드 공간에 대해 컴팩트한 정의역 U에서 평균은
{\displaystyle {\bar {f}}={\frac {1}{{\hbox{Vol}}(U)}}\int _{U}f.}
로 정의한다.
이것은 산술 평균의 일반화가 되며, 또한 f에 대한 기하 평균을
{\displaystyle \exp \left({\frac {1}{{\hbox{Vol}}(U)}}\int _{U}\log f\right)}
로 일반화할 수 있다.

### 다양한 평균들
- 산술 기하 평균
- 산술 조화 평균
- 체자로 평균
- 키시니 평균
- 역조화 평균
- 기본 대칭 평균
- 기하 조화 평균
- 하인츠 평균
- 헤로니언 평균
- 아이덴트릭 평균
- 레머 평균
- 로그 평균
- 중앙값(도 아래에 나오는 정의에 따르면 평균이다.)
- 이차 평균
- 제곱평균제곱근
- 스톨라르스키 평균
- 시간 평균
- 가중 기하 평균
- 가중 조화 평균
- 레니 엔트로피 (일반화된 f-평균)

## 특성
몇몇 예를 빼고는 여러 평균 사이에 연관성이 없어 보인다. 하지만 많은 평균들은 서로 성질을 공유하는데 그 성질을 통해 평균을 다시 정의해보고자 한다.

### 가중 평균
가중 평균 M은 양수의 순서쌍을 양수로 보내는 사상({\displaystyle \mathbb {R} _{>0}^{n}\to \mathbb {R} _{>0}})이며 다음 성질을 만족한다.
- 고정점 : {\displaystyle M(1,1,\cdots ,1)=1}
- 동차성 : {\displaystyle \forall \lambda \ \forall x\ M(\lambda \cdot x_{1},\cdots ,\lambda \cdot x_{n})=\lambda \cdot M(x_{1},\cdots ,x_{n})}

(벡터 표기를 사용하면 {\displaystyle \forall \lambda \ \forall x\ M(\lambda \cdot x)=\lambda \cdot Mx}으로 나타낼 수 있다.)
- 단조성 : {\displaystyle \forall x\ \forall y\ (\forall i\ x_{i}\leq y_{i})\Rightarrow Mx\leq My}

이 성질들로부터 다음 성질들을 얻을 수 있다.
- 유계: {\displaystyle \forall x\ Mx\in [\min x,\max x]}
- 연속성: {\displaystyle \lim _{x\to y}Mx=My}

증명 방법: {\displaystyle \forall x\ \forall y\ \left(||x-y||_{\infty }\leq \varepsilon \cdot \min x\Rightarrow \forall i\ |x_{i}-y_{i}|\leq \varepsilon \cdot x_{i}\right)} 이고 {\displaystyle M((1+\varepsilon )\cdot x)=(1+\varepsilon )\cdot Mx} 이므로 {\displaystyle \forall x\ \forall \varepsilon >0\ \forall y\ ||x-y||_{\infty }\leq \varepsilon \cdot \min x\Rightarrow |Mx-My|\leq \varepsilon }이 성립한다.
- 미분 가능하지 않은 평균도 있다. 순서쌍의 최댓값을 취하는 것(멱평균의 극단적인 경우, 혹은 중앙값의 특별한 경우)도 평균이지만 미분 불가능하다.
- 위에서 서술한 평균들은 일반화된 f-평균의 대부분을 제외하면 모두 위 성질들을 만족한다.
  - 만일 {\displaystyle f}가 전단사 함수이면 일반화된 f-평균이 고정점 성질을 지닌다.
  - 만일 {\displaystyle f}가 순단조 함수이면 일반화된 f-평균이 단조성도 지닌다.
  - 일반화된 f-평균은 대부분의 경우 동차성을 잃는다.

위의 성질들을 이용하여 더욱 복잡한 평균을 만들 수 있다.
만일 {\displaystyle C,M_{1},\dots ,M_{m}}이 가중 평균이고 {\displaystyle p} 가 양수라면,
{\displaystyle \forall x\ Ax=C(M_{1}x,\dots ,M_{m}x)}
{\displaystyle \forall x\ Bx={\sqrt[{p}]{C(x_{1}^{p},\dots ,x_{n}^{p})}}}
를 만족하는 {\displaystyle A,B}도 가중 평균이 된다.

### 비가중 평균
직관적으로 말하자면, 비가중 평균은 가중치가 모두 같은 가중 평균이라 할 수 있다. 하지만 위에서 가중 평균을 드러나는 가중치를 통해 정의한 것이 아니기 때문에, 가중치가 같다는 것을 다른 방법으로 정의해야 한다. 여기서는 가중치가 같으면 데이터의 순서를 서로 바꾸어도 결과가 변하지 않는다는 것을 이용하여 정의할 것이다.
M이 가중 평균이고 주어진 자료의 임의의 순열에 대해서도 결과가 바뀌지 않으면 M을 비가중 평균이라 한다.
다시 말하면, P를 크기 n 순서쌍의 모든 순열 집합이라 할 때
대칭성 : {\displaystyle \forall x\ \forall \pi \in P\ Mx=M(\pi x)}
을 만족하면 M을 비가중 평균이라 한다.
가중 평균에서와 같이 만일 {\displaystyle C,M_{1},\dots ,M_{m}}이 비가중 평균이고 {\displaystyle p} 가 양수라면
{\displaystyle \forall x\ Ax=C(M_{1}x,\dots ,M_{m}x)}
{\displaystyle \forall x\ Bx={\sqrt[{p}]{M_{1}(x_{1}^{p},\dots ,x_{n}^{p})}}}
도 비가중 평균이 된다.

### 비가중 평균을 가중 평균으로 바꾸기
자료에 같은 원소가 여럿 있다고 생각하면, 비가중 평균을 가중 평균으로 바꿀 수 있다. 또한 이 관계는 평균이라는 것이 비가중 평균의 가중치 버전이라는 것을 의미한다. 비가중 평균 {\displaystyle M} 과 자연수 가중치 {\displaystyle a_{1},\dots ,a_{n}}를 생각해 보자. (만일 숫자들이 유리수이면, 최소공통분모를 곱하여 자연수로 만든다.)
그러면 이 가중치에 해당하는 가중 평균 {\displaystyle A}는
{\displaystyle A(x_{1},\dots ,x_{n})=M(\underbrace {x_{1},\dots ,x_{1}} _{a_{1}},x_{2},\dots ,x_{n-1},\underbrace {x_{n},\dots ,x_{n}} _{a_{n}})}.
이 된다.

### 다른 크기를 가지는 자료들의 평균
만일 평균 {\displaystyle M} 이 다른 크기를 가지는 여러 순서쌍에 대해 정의되어 있다면,
전체 평균은 각 순서쌍 평균들의 범위 밖으로 벗어날 수 없을 것이다. 정확히 말하자면,
- 임의의 순서쌍 {\displaystyle x}이 {\displaystyle y_{1},\dots ,y_{k}}로 분할되었다고 하자. 그러면 {\displaystyle Mx\in \mathrm {convexhull} (My_{1},\dots ,My_{k})} 이 성립한다. (볼록 껍질(convex hull) 참조)

## 가평균
가평균(假平均, temporary average)은 평균을 낼 때 많은 데이터를 기준으로 계산을 간편하게 하기 위해 랜덤으로 정의한 평균치이다.

## 같이 보기
- 중심극한정리
- 기술통계학
- 첨도
- 중앙값
- 최빈값
- 요약 통계
- 평균 법칙
- 평균의 결함